# Jessé de Lima
Jessé Farias de Lima (Recife, 16 de fevereiro de 1981) é um atleta brasileiro especializado no salto em altura.
Participou da Olimpíada de Atenas em 2004, ficando em 9º lugar com um salto de 2,25 m; nos Jogos Pan-americanos de 2007, ficando em 4º lugar com um salto de 2,24 m (o atleta medalha de bronze também realizou um salto de 2,24 m mas acertou mais tentativas anteriores, conquistando a medalha no desempate); e das Olimpíadas de Pequim em 2008, ficando em 10º lugar na final com um salto de 2,20 m.
É o recordista brasileiro da prova, com a marca de 2,32 m, apenas um centímetro atrás do recorde sul-americano de 2,33 m do colombiano Gilmar Mayo.